# Ricardo Rodríguez (cầu thủ bóng đá)
Ricardo Iván Rodríguez Araya (sinh ngày 25 tháng 8 năm 1992) là một cầu thủ bóng đá chuyên nghiệp người Thụy Sĩ hiện đang thi đấu ở vị trí hậu vệ trái cho câu lạc bộ La Liga Real Betis và đội tuyển bóng đá quốc gia Thụy Sĩ.

## Tuổi thơ
Có cha là người Tây Ban Nha, mẹ là người Chile, anh sinh ra tại Zurich và đã bắt đầu chơi cho đội trẻ của FC Zurich lúc 10 tuổi vào năm 2002, sau đó anh được đôn lên đội 1 của câu lạc bộ này vào năm 2010.

## FC Zurich
Anh đã chơi trận đấu đầu tiên cho câu lạc bộ vào ngày 21 tháng 3 năm 2010 thuộc khuôn khổ vòng 25 giải VĐQG Thụy Sĩ tại trận derby Zurich. Câu lạc bộ của anh khi đó thắng với tỉ số 3-2
Anh đã chơi đủ 90 phút trong trận đấu thứ hai của mình trong trận thua Basel 2-3
Ngày 28 tháng 4 năm 2011, anh ghi bàn đầu tiên trong sự nghiệp vào lưới Neuchatel Xamax
Anh đã chơi một trận đấu tỏa sáng khi gặp Standard Liege khi đã cung cấp cơ hội cho đồng dội của mình ở khuôn khổ vòng loại cúp C1 châu Âu. Anh cũng góp công nhỏ để Zurich gặp Bayern Munich ở vòng play-off nhưng chung cuộc Zurich đã thua 1-3 sau 2 lượt trận và phải xuống chơi tại Europa League
Ngày 26 tháng 10 năm 2011, anh đã ghi bàn thắng trên chấm phạt đền vào lưới FC Thun
Sau màn trình diễn thuyết phục ở đây anh đã được sự chú ý của VfL Wolfsburg

## VfL Wolfsburg
Ngày 13 tháng 1 năm 2012, anh chuyển đến đây với giá 7,5 triệu bảng. Anh nhanh chóng khẳng định tài năng của mình và đã chơi mọi trận đấu ở mùa giải 2011-12 từ thời điẻm đó mà không bị ai thay thế. Huấn luyện viên Felix Magath rất ưa thích anh ở cánh trái
Sau khi Felix Magath bị sa thải với chuỗi thành tích nghèo nàn.Lorenz-Gunther Kostner thay thế vị trí huấn luyện viên của Magath và đã không tin dùng anh. Marcel Schafer kinh nghiệm hơn nên rất được tin dùng ở hàng hậu vệ cánh trái
Nhưng anh đã lấy lại vị trí chính thức sau khi Dieter Hecking được làm HLV trưởng của Wolfsburg.

### Mùa giải 2013-14
Ngày 9 tháng 11 năm 2013, anh đã ghi bàn đầu tiên cho câu lạc bộ từ pha đá phạt hàng rào vào lưới Dortmund. Sau đó, anh ghi bàn trên chấm phạt đền vào lưới Hamburger. Anh đã nổi danh như là một chuyên gia cố định
Mùa giải đó anh ghi năm bàn và có chín đường kiến tạo. Anh sau đó đã được xem là một trong những hậu vệ trái xuất sắc ở Bundesliga

### Mùa giải 2014-15
Anh đã sút phạt vào lưới Everton vào ngày 15 tháng 9 năm 2014. Ba ngày sau anh lập cú đúp vào lưới Bayer Leverkusen, một từ chấm phạt đền và một siêu phẩm vô lê từ chấm phạt góc của Kevin de Bruyne để thắng Bayer 4-1. Ngày 27 tháng 9 năm 2014, từ một quả tạt của De Bruyne, anh ghi bàn duy nhất trong trận thắng Werder Bremen 1-0
Anh đã ghi hai bàn vào lưới Lille vào ngày 11 tháng 12 năm 2014 trong khuôn khổ Europa League, giúp Wolfsburg vào vòng 32 đội rồi thẳng tiến đến tứ kết
Ngày 7 tháng 4 năm 2015, anh sút penalty thành công vào lưới Freiburg giúp Wolfsburg vào bán kết cúp quốc gia Đức rồi đánh bại Bayern Munich ở trận chung kết

### Mùa giải 2015-16
Anh chơi đủ 90 phút trong trận thắng Bayern Munich thuộc khuôn khổ Siêu cúp Đức

## Sự nghiệp quốc tế
Anh có trận ra mắt vào ngày 7 tháng 10 năm 2011 với Wales tại vòng loại EURO 2012. Hiện tại anh đã có 50 trận cho ĐTQG

## Phong cách chơi bóng
Anh được đánh giá là một hậu vệ cánh trái có khả năng lên công về thủ toàn diện.Bằng chân trái khéo léo, anh có những quả tạt chuẩn xác cho đồng đội và những tình huống sút phạt và phạt đền nguy hiểm

## Thống kê sự nghiệp
Tính đến ngày 26 tháng 3 năm 2024.
| Câu lạc bộ           | Mùa giải            | Giải đấu            | Giải đấu | Giải đấu | Cúp quốc gia | Cúp quốc gia | Châu Âu | Châu Âu | Tổng cộng | Tổng cộng |
| Câu lạc bộ           | Mùa giải            | Hạng                | Trận     | Bàn      | Trận         | Bàn          | Trận    | Bàn     | Trận      | Bàn       |
| -------------------- | ------------------- | ------------------- | -------- | -------- | ------------ | ------------ | ------- | ------- | --------- | --------- |
| FC Zürich            | 2009–10             | Super League        | 6        | 0        | 0            | 0            | 0       | 0       | 6         | 0         |
| FC Zürich            | 2010–11             | Super League        | 13       | 1        | 1            | 0            | 0       | 0       | 14        | 1         |
| FC Zürich            | 2011–12             | Super League        | 16       | 1        | 1            | 0            | 9       | 0       | 26        | 1         |
| FC Zürich            | Tổng cộng           | Tổng cộng           | 35       | 2        | 2            | 0            | 9       | 0       | 46        | 2         |
| VfL Wolfsburg        | 2011–12             | Bundesliga          | 17       | 0        | 0            | 0            | 0       | 0       | 17        | 0         |
| VfL Wolfsburg        | 2012–13             | Bundesliga          | 24       | 0        | 3            | 0            | 0       | 0       | 27        | 0         |
| VfL Wolfsburg        | 2013–14             | Bundesliga          | 34       | 5        | 4            | 2            | 0       | 0       | 38        | 7         |
| VfL Wolfsburg        | 2014–15             | Bundesliga          | 26       | 6        | 4            | 1            | 9       | 3       | 39        | 10        |
| VfL Wolfsburg        | 2015–16             | Bundesliga          | 24       | 2        | 3            | 0            | 9       | 1       | 36        | 3         |
| VfL Wolfsburg        | 2016–17             | Bundesliga          | 24       | 2        | 3            | 0            | 0       | 0       | 27        | 2         |
| VfL Wolfsburg        | Tổng cộng           | Tổng cộng           | 149      | 15       | 17           | 3            | 18      | 4       | 184       | 22        |
| Milan                | 2017–18             | Serie A             | 34       | 1        | 4            | 0            | 9       | 3       | 47        | 4         |
| Milan                | 2018–19             | Serie A             | 35       | 0        | 2            | 0            | 3       | 0       | 40        | 0         |
| Milan                | 2019–20             | Serie A             | 5        | 0        | 0            | 0            | 0       | 0       | 5         | 0         |
| Milan                | Tổng cộng           | Tổng cộng           | 74       | 1        | 6            | 0            | 12      | 3       | 92        | 4         |
| PSV Eindhoven (mượn) | 2019–20             | Eredivisie          | 6        | 0        | 0            | 0            | 0       | 0       | 6         | 0         |
| Torino               | 2020–21             | Serie A             | 16       | 0        | 2            | 0            | 0       | 0       | 18        | 0         |
| Tổng cộng sự nghiệp  | Tổng cộng sự nghiệp | Tổng cộng sự nghiệp | 280      | 18       | 28           | 3            | 39      | 7       | 347       | 28        |

| Thụy Sĩ   | Thụy Sĩ | Thụy Sĩ |
| Năm       | Trận    | Bàn     |
| --------- | ------- | ------- |
| 2011      | 4       | 0       |
| 2012      | 7       | 0       |
| 2013      | 7       | 0       |
| 2014      | 10      | 0       |
| 2015      | 5       | 0       |
| 2016      | 12      | 1       |
| 2017      | 5       | 2       |
| 2018      | 11      | 3       |
| 2019      | 10      | 2       |
| 2020      | 6       | 1       |
| 2021      | 15      | 1       |
| 2022      | 12      | 0       |
| 2023      | 9       | 0       |
| 2024      | 1       | 0       |
| Tổng cộng | 114     | 9       |

### Bàn thắng quốc tế
| # | Ngày                 | Địa điểm                                          | Đối thủ     | Bàn thắng | Kết quả | Giải đấu                    |
| - | -------------------- | ------------------------------------------------- | ----------- | --------- | ------- | --------------------------- |
| 1 | 7 tháng 10 năm 2016  | Groupama Arena, Budapest, Hungary                 | Hungary     | 1–2       | 2–3     | Vòng loại World Cup 2018    |
| 2 | 3 tháng 9 năm 2017   | Sân vận động Skonto, Riga, Latvia                 | Latvia      | 3–0       | 3–0     | Vòng loại World Cup 2018    |
| 3 | 9 tháng 11 năm 2017  | Windsor Park, Belfast, Bắc Ireland                | Bắc Ireland | 1–0       | 1–0     | Vòng loại World Cup 2018    |
| 4 | 3 tháng 6 năm 2018   | Sân vận động La Cerámica, Villarreal, Tây Ban Nha | Tây Ban Nha | 1–1       | 1–1     | Giao hữu                    |
| 5 | 8 tháng 6 năm 2018   | Sân vận động Cornaredo, Lugano, Thụy Sĩ           | Nhật Bản    | 1–0       | 2–0     | Giao hữu                    |
| 6 | 18 tháng 11 năm 2018 | Swissporarena, Lucerne, Thụy Sĩ                   | Bỉ          | 1–2       | 5–2     | UEFA Nations League 2018–19 |
| 7 | 5 tháng 6 năm 2019   | Sân vận động Dragão, Porto, Bồ Đào Nha            | Bồ Đào Nha  | 1–1       | 1–3     | UEFA Nations League 2018–19 |
| 8 | 8 tháng 9 năm 2019   | Sân vận động Tourbillon, Sion, Thụy Sĩ            | Gibraltar   | 3–0       | 4–0     | Vòng loại Euro 2020         |
| 9 | 30 tháng 5 năm 2021  | Kybunpark, St. Gallen, Thụy Sĩ                    | Hoa Kỳ      | 1–1       | 2–1     | Giao hữu                    |